# فرانكو بيرني
فرانكو بيرني (بالإيطالية: Franco Berni)‏ هو لاعب اتحاد الرغبي إيطالي، ولد في 9 يناير 1965 في ألساندريا في إيطاليا.

## وصلات خارجية
- فرانكو بيرني عل موقع إسبنسكروم (الإنجليزية)